# Europees kampioenschap hockey B-landen vrouwen 2009
Het derde officiële Europees kampioenschap hockey voor B-landen (vrouwen) had plaats van zondag 19 juli tot en met zaterdag 25 juli 2009 in Rome, Italië. Het tweejaarlijkse evenement wordt ook wel de Nations Trophy genoemd, en is een kwalificatietoernooi voor het EK hockey voor A-landen: de nummers één en twee promoveren en spelen twee jaar later op het EK. De laatste in de eindrangschikking degradeert en speelt twee jaar later op het EK hockey voor C-landen.
Het toernooi staat onder auspiciën van de Europese Hockey Federatie.

## Uitslagen voorronde

### Groep A
| Team        | G | W | GL | V | P | DV | DT |
| ----------- | - | - | -- | - | - | -- | -- |
| Italië      | 3 | 3 | 0  | 0 | 9 | 10 | 1  |
| Frankrijk   | 3 | 2 | 0  | 1 | 6 | 7  | 7  |
| Wit-Rusland | 3 | 1 | 0  | 2 | 3 | 7  | 9  |
| Polen       | 3 | 0 | 0  | 3 | 0 | 4  | 11 |

| 19-07 | Frankrijk   | Wit-Rusland | 2 - 1 |
|       | Italië      | Polen       | 1 - 0 |
| 21-07 | Frankrijk   | Polen       | 4 - 2 |
|       | Italië      | Wit-Rusland | 5 - 0 |
| 22-07 | Wit-Rusland | Polen       | 6 - 2 |
|       | Italië      | Frankrijk   | 4 - 1 |

### Groep B
| Team     | G | W | GL | V | P | DV | DT |
| -------- | - | - | -- | - | - | -- | -- |
| België   | 3 | 3 | 0  | 0 | 9 | 8  | 2  |
| Wales    | 3 | 1 | 1  | 1 | 4 | 4  | 3  |
| Oekraïne | 3 | 1 | 0  | 2 | 3 | 3  | 8  |
| Litouwen | 3 | 0 | 1  | 2 | 1 | 6  | 8  |

| 19-07 | Oekraïne | Wales    | 0 - 2 |
|       | België   | Litouwen | 3 - 2 |
| 20-07 | Oekraïne | Litouwen | 3 - 2 |
|       | België   | Wales    | 1 - 0 |
| 22-07 | Litouwen | Wales    | 2 - 2 |
|       | Oekraïne | België   | 0 - 4 |

## Plaats 5 t/m 8
De nummers 3 en 4 uit beide groepen spelen ieder nog twee wedstrijden tegen de ploegen waar ze nog niet tegen gespeeld hebben. Voor elke ploeg geldt dus dat ze tegen de twee ploegen spelen uit de andere groep. Het klassement voor de plaatsen 5 tot en met 8 wordt dan opgemaakt met deze wedstrijden, maar ook de wedstrijd tegen de groepsgenoot uit de voorronde telt mee in het klassement.
De teams die als zevende en achtste eindigen degraderen uit de B-groep en komen de volgende keer uit op het Europees kampioenschap voor C-landen.

### Groep C
| Team        | G | W | GL | V | P | DV | DT |
| ----------- | - | - | -- | - | - | -- | -- |
| Wit-Rusland | 3 | 2 | 1  | 0 | 7 | 10 | 3  |
| Oekraïne    | 3 | 2 | 1  | 0 | 7 | 8  | 5  |
| Polen       | 3 | 1 | 0  | 2 | 3 | 12 | 12 |
| Litouwen    | 3 | 0 | 0  | 3 | 0 | 4  | 14 |

| 24-07 | Polen       | Oekraïne | 2 - 4 |
|       | Wit-Rusland | Litouwen | 3 - 0 |
| 25-07 | Polen       | Litouwen | 8 - 2 |
|       | Wit-Rusland | Oekraïne | 1 - 1 |

## Plaats 1 t/m 4
| Halve finale | Halve finale | Halve finale |                     |
| ------------ | ------------ | ------------ | ------------------- |
| 24-07        | Frankrijk    | België       | 2 - 6               |
|              | Italië       | Wales        | 3 - 2 na verlenging |
| Troostfinale |              |              |                     |
| 25-07        | Wales        | Frankrijk    | 1 - 0               |
| Finale       |              |              |                     |
| 25-07        | Italië       | België       | 2 - 3               |

## Eindrangschikking
| rang   | land        |
| ------ | ----------- |
| Goud   | België      |
| Zilver | Italië      |
| Brons  | Wales       |
| 4      | Frankrijk   |
| 5      | Wit-Rusland |
| 6      | Oekraïne    |
| 7      | Polen       |
| 8      | Litouwen    |

- België en Italië promoveerden naar de A-groep en plaatsten zich voor het Europees kampioenschap hockey voor A-landen vrouwen 2011.
- Litouwen degradeerde naar de C-groep en spelen in 2011 op het Europees kampioenschap hockey voor C-landen vrouwen 2011.